# 内藤周弌
内藤 周弌（ないとう しゅういち、1943年 - ）は、日本の化学者である。専門は触媒、元神奈川大学工学部教授、神奈川大学名誉教授。

## 経歴
- 1943年 北海道生[2]
- 1970年 東京大学大学院理学系研究科 化学専攻博士課程
- 1993年 神奈川大学 工学部 教授
- 神奈川大学大学院工学研究科応用科学専攻指導教授
- 神奈川大学名誉教授

## 研究/受賞
- 2009年触媒学会学会賞（学術部門）「担持金属触媒の作用機構と新しい触媒系の研究」

## 著作・文献
- 『触媒便覧』講談社 2008年
- 『メタン高度化学変換技術集成』2008年
- 『触媒の本R&Dブックス』日刊工業新聞社 2007年
- 『触媒反応速度論 実験化学講座25、触媒化学・電気化学』日本化学会編・丸善 2006年
- 『化学用語辞典』丸善株式会社 2005年
- 『化学の要点シリーズ固体触媒』日本化学会編